# Вампирские тайны
«Вампирские тайны» (The Southern Vampire Mysteries), также известные под названием «Хроники Сьюки Стакхаус» (The Sookie Stackhouse Chronicles) — серия романов о вампирах писательницы Шарлин Харрис, которые легли в основу популярного американского телесериала канала HBO — «Настоящая кровь».

## Романы
| Название                                                    | Оригинальное название                                       | Год издания                                                 | Примечание                                                  |
| «Хроники Сьюки Стакхаус» (The Sookie Stackhouse Chronicles) | «Хроники Сьюки Стакхаус» (The Sookie Stackhouse Chronicles) | «Хроники Сьюки Стакхаус» (The Sookie Stackhouse Chronicles) | «Хроники Сьюки Стакхаус» (The Sookie Stackhouse Chronicles) |
| ----------------------------------------------------------- | ----------------------------------------------------------- | ----------------------------------------------------------- | ----------------------------------------------------------- |
| Мертвы, пока светло                                         | Dead Until Dark                                             | 2001 ( 2005) год                                            | Номинант «Локус»-2002 и «Агата»-2001, лауреат «Anthony»     |
| Живые мертвецы в Далласе                                    | Living Dead in Dallas                                       | 2002 ( 2005) год                                            | Лауреат премий «The Lord Ruthven» и «Sapphire» 2003 года.   |
| Клуб мертвецов                                              | Club Dead                                                   | 2003 ( 2005) год                                            |                                                             |
| Мёртвым сном                                                | Dead to the World                                           | 2004 ( 2006) год                                            |                                                             |
| Мёртв как гвоздь                                            | Dead as a Doornail                                          | 2005 ( 2007) год                                            |                                                             |
| Окончательно мёртв                                          | Definitely Dead                                             | 2006 ( 2008) год                                            |                                                             |
| Сплошь мертвецы                                             | All Together Dead                                           | 2007 ( 2009) год                                            |                                                             |
| Хуже, чем мёртв                                             | From Dead To Worse                                          | 2008 ( 2010) год                                            |                                                             |
| Мёртвые и забытые                                           | Dead and Gone                                               | 2009 ( 2010) год                                            |                                                             |
| Мертвая родня                                               | Dead in the Family                                          | 2010 ( 2012) год                                            |                                                             |
| Смертельный расчёт                                          | Dead Reckoning                                              | 2011 год                                                    | В России не издавался                                       |
| Мёртвый узел                                                | Deadlocked                                                  | 1 мая 2012 ( 2013) года                                     |                                                             |
| Мёртвый навеки                                              | Dead Ever After                                             | 7 мая 2013 года                                             | не издавался                                                |

## Рассказы
| Название                    | Оригинальное название      | Год издания          | Примечание                                                                         | Действующие лица                               |
| --------------------------- | -------------------------- | -------------------- | ---------------------------------------------------------------------------------- | ---------------------------------------------- |
| Пыль фей                    | Fairy Dust                 | октябрь 2004 года    | Издательство АСТ 2011 г; (Входит в книгу «Не так чтобы мёртв»)                     | Сьюки Стакхаус (рассказчик)                    |
| Танцующие в темноте         | Dancers in the Dark        | октябрь 2004 года    | В России не издавался                                                              | Шон О’Рурк и Лейла Лару Лемей                  |
| Односложный ответ           | One Word Answer            | декабрь 2004 года    | Издательство АСТ 2011 г; (Входит в книгу «Не так чтобы мёртв»)                     | Сьюки Стакхаус (рассказчик)                    |
| Безвкусица                  | Tacky                      | октябрь 2006 года    | В России не издавался                                                              | Далия Линли-Чиверс                             |
| Ночь Дракулы                | Dracula Night              | сентябрь 2007 года   | Издательство АСТ 2011 г; (Входит в книгу «Не так чтобы мёртв»)                     | Сьюки Стакхаус (рассказчик)                    |
| В подарочной упаковке       | Gift Wrap                  | октябрь 2008 года    | Издательство АСТ 2011 г;(Входит в книгу «Не так чтобы мёртв» и «Волкогуб и омела») | Сьюки Стакхаус (рассказчик)                    |
| Везение                     | Lucky                      | декабрь 2008 года    | Издательство АСТ 2011 г; (Входит в книгу «Не так чтобы мёртв»)                     | Сьюки Стакхаус (рассказчик), Амелия Бродвей    |
| Бекон                       | Bacon                      | июль 2009 года       | В России не издавался                                                              | Далия Линли-Чиверс                             |
| Не так, чтобы мертвые       | A Touch of Dead            | октябрь 2009 года    | Издательство АСТ 2011 г; (коллекция рассказов)                                     | Сьюки Стакхаус (рассказчик)                    |
| Подземелье Далии            | Dahlia Underground         | апрель 2010 года     | В России не издавался                                                              | Далия Линли-Чиверс                             |
| Две блондинки               | Two Blondes                | август 2010 года     | В России не издавался                                                              | Сьюки Стакхаус (рассказчик) и Пэм Рэйвенскрофт |
| Бритлингенцы в Аду          | The Britlingens Go To Hell | сентябрь 2010 года   | Издательство АСТ 2010 г;(Входит в сборник рассказов «Ласковые псы ада»)            | Батанья и Кловаш                               |
| Рождество по-вампирски      | A Very Vampire Christmas   | декабрь 2010 года    | В России не издавался                                                              | Далия Линли-Чиверс                             |
| Будь у меня молот…          | If I Had A Hammer          | август 2011 года     | В России не издавался                                                              | Сьюки Стакхаус (рассказчик)                    |
| Свадьба в маленьком городке | Small-Town Wedding         | 30 августа 2011 года | В России не издавался                                                              | Сьюки Стакхаус (рассказчик) и Сэм Мерлотт      |
| Смерть от рук Далии         | Death by Dahlia            | октябрь 2011 года    | В России не издавался                                                              | Далия Линли-Чиверс                             |
| Притворяясь мёртвым         | Playing Possum             | 4 сентября 2012 года | не издавался                                                                       | Сьюки Стакхаус (рассказчик) и Хантер Савой     |

## Хронологический порядок историй о Сьюки Стакхаус
1. Мертвы, пока светло
2. Живые мертвецы в Далласе
3. Клуб мертвецов
4. Мёртвым сном
  - Фейрийская пыльца
  - Ночь Дракулы
5. Мёртв как гвоздь
  - Односложный ответ
6. Окончательно мёртв
7. Сплошь мертвецы
  - Везение
8. Хуже, чем мёртв
  - В подарочной упаковке
9. Мёртвые и забытые
  - Две блондинки
10. Мертвая родня
  - Свадьба в маленьком городке
11. Смертельный расчёт
12. Мёртвый узел
  - Будь у меня молот…
13. Мёртвый навеки

## Вселенная книг о Сьюки Стакхаус

### Люди
Люди- самые слабые существа. Иногда кажется, что их и не так уж много, так как они делят мир с вакханками, оборотнями, вампирами и другими существами. Практически все используют людей для своих целей: колдуны и виккане забирают их энергию, вампиры пьют кровь, феи размножаются.

### Вампиры
За два года до начала действия первого романа (в 2002 году согласно хронологии вселенной Суки Стакхаус) вампиры со всего света заявили о своём существовании миру, появившись перед людьми на телеэкранах и воочию. Это произошло после разработки синтетического кровезаменяющего продукта (самая популярная торговая марка — «Настоящая кровь» (англ. «True Blood»)) который обеспечивает вампирам сносную поддержку жизнедеятельности и утоляет чувство голода, а значит им больше нет необходимости находиться в тени, охотясь на людей.
Мировая реакция на «Откровение вампиров» носит смешанный характер. В исламских странах их подвергают пыткам и смерти, а в Боснии, Аргентине и большинстве африканских стран отказываются признавать их существование. В некоторых странах, таких как Италия, Германия и Франция, к ним отнеслись снисходительно, но не позволили иметь никаких прав в обществе. Наиболее терпимыми оказались США, Великобритания, Япония, Мексика, Канада, Швеция и другие Скандинавские страны.

### Двусущие (оборотни и меняющие форму)
Их силы слабее чем у вампира. Как и люди, подвержены зависимости от крови вампира. Меняющие форму (перевёртыши) могут превращаться в птиц, животных, в отличие от оборотней, которые могут превращаться только в один вид животного. Вторая сущность оборотня может быть разнообразной — вер-лисица, вер-пантера, вер-тигр и т.д, но только вервольфы считают себя вправе называть себя просто «вер». Вервольфы, вер-пантеры держатся стаями во главе с вожаком и придерживаются строгого внутреннего кодекса поведения. Перевёртыши предпочитают держаться обособлено. Сущность перевертышей передается только генетически, в то время как оборотнем может стать в том числе и человек, которого покусал другой оборотень в своей звериной ипостаси, но его трансформация будет происходить только частично и лишь во время полнолуния.

### Феи
Живут в своём особом мире. В человеческий попадают через специальные порталы. Феи способны жить очень долгое время, они практически не стареют. Находясь в мире людей покрывают своё тело особым составом, чтобы уберечь себя от прямых прикосновений к железу, которое для них смертельно. Также могут быть убиты лимонным соком. Все феи обладают красивой, привлекательной внешностью и испускают флюиды, притягивающие внимание людей. Их кровь обладает особым запахом, который моментально улавливают находящиеся по близости вампиры. Укусив фею, вампир не может остановиться из-за сильных вкусовых ощущений, вызываемых кровью фей. 
Феи — сильный народ. Но в последнее время их популяция резко сокращается из-за уменьшения количества фей женского пола, вследствие чего чистокровных детей-фей рождается все меньше. Зачастую, посещая мир людей, феи вступают в связь с человеческими женщинами и заводят не чистокровное потомство, которое стараются оберегать всеми силами. Но есть и противники таких отношений. Они стремятся уничтожить полукровных отпрысков.
Между собой феи делятся на несколько кланов. У них есть свой правитель, который руководит всеми и которому все обязаны подчиняться. Только король фей вправе закрыть порталы, ведущие в мир людей.
Феи являются прародителями других существ: ангелов, демонов, эльфов, гоблинов

### Ведьмы и колдуны
Ведьмы и колдуны — одни из тех, кто может повлиять на вампиров, стереть их память. Могут применять различные заклинания, управлять природными явлениями, манипулировать материей и неосязаемыми полями, вызывать фантомов. Среди них выделяются виккане, практикующие безобидную магию.

### Остальные

#### Телепаты
Телепаты в книгах данного цикла Шарлин Харрис представлены людьми, некоторые из которых родственны по крови феям. Найл Бригант, принц фей, отмечал, что данная способность не характерна для представителей рода фей. Далее раскрывается, что это подарок демона Каталиадиса потомкам своего друга-фейри, обладающим некоей «искрой». Способности телепатов позволяют читать мысли людей, улавливать эмоции и обрывки мыслей двусущих существ. Хотя вампиров они прочитать не в состоянии, могут ощущать их присутствие. Но в книгах описано несколько случае, когда Суки Стакхаус удавалось уловить мысли вампиров Эрика Нортмана и Стэна Дэвиса.
Причина телепатии долгое время не объяснялась. Нет объяснения почему это передалось и племяннику Суки — Хантеру Савою. Барри Горовиц (Колокольчик) (в сериале «Настоящая кровь» Барри Горовиц является феей) умеет читать мысли, из-за родства с демоном Каталиадисом.

#### Демоны
Их тела не подвержены разложению и их не трогают ни животные, ни насекомые. Демоны представлены как разновидность фэйри, обладают магией перевоплощений, не уступают по силе и скорости вампирам, способны к телепатии. Как и феи живут в измерении фэйри, но свободно проходят сквозь завесы параллельных миров.

#### Менады
Женщины, сведённые с ума Бахусом. Обожают бары, так как там огромное количество эманаций, которые так нравятся менадам — похоть, агрессия и пьянство. Могут сводить с ума даже вампиров (в одной из книг о Сьюки Стакхаус рассказывалось, как одна из менад свела с ума одного из вампиров в Петербурге (Петербургская резня), пока не получила дань (жертвоприношение)). Скрываясь в лесах, путешествуют по миру, лишь ненадолго останавливаясь для сбора «дани». В когтях менад содержится сильный яд.

#### Бритлингенцы
В обычный мир могут быть вызваны из другого измерения только ведьмами, так как только с ними ведут переговоры. Являются лучшими телохранителями. Их услуги оплачиваются чрезвычайно высоко. После окончания своей миссии, уходят обратно в свой мир.

#### Эльфы
Их кровь оказывает опьяняющее действие на вампиров: «как для шокомана шарик мороженого в двойном шоколаде». У них могут быть острые зубы. Не любят людей, а в особенности прикасаться к ним. Склонны к каннибализму.

#### Гоблины
Когда они злы, их прикосновения обжигают. По-видимому, гоблины-женщины традиционно занимаются врачеванием, изготовлением снадобий, а гоблины-мужчины — оружейным делом. Вампиры обращаются к ним за помощью и боятся проявлять агрессию даже в отношении гоблинов-полукровок. Бывают разнообразного роста, обычно карлики, но некоторые почти великаны.